# Kieferläuse
|  | Dieser Artikel wurde aufgrund von formalen oder inhaltlichen Mängeln in der Qualitätssicherung Biologie zur Verbesserung eingetragen. Dies geschieht, um die Qualität der Biologie-Artikel auf ein akzeptables Niveau zu bringen. Bitte hilf mit, diesen Artikel zu verbessern! Artikel, die nicht signifikant verbessert werden, können gegebenenfalls gelöscht werden. Lies dazu auch die näheren Informationen in den Mindestanforderungen an Biologie-Artikel. |

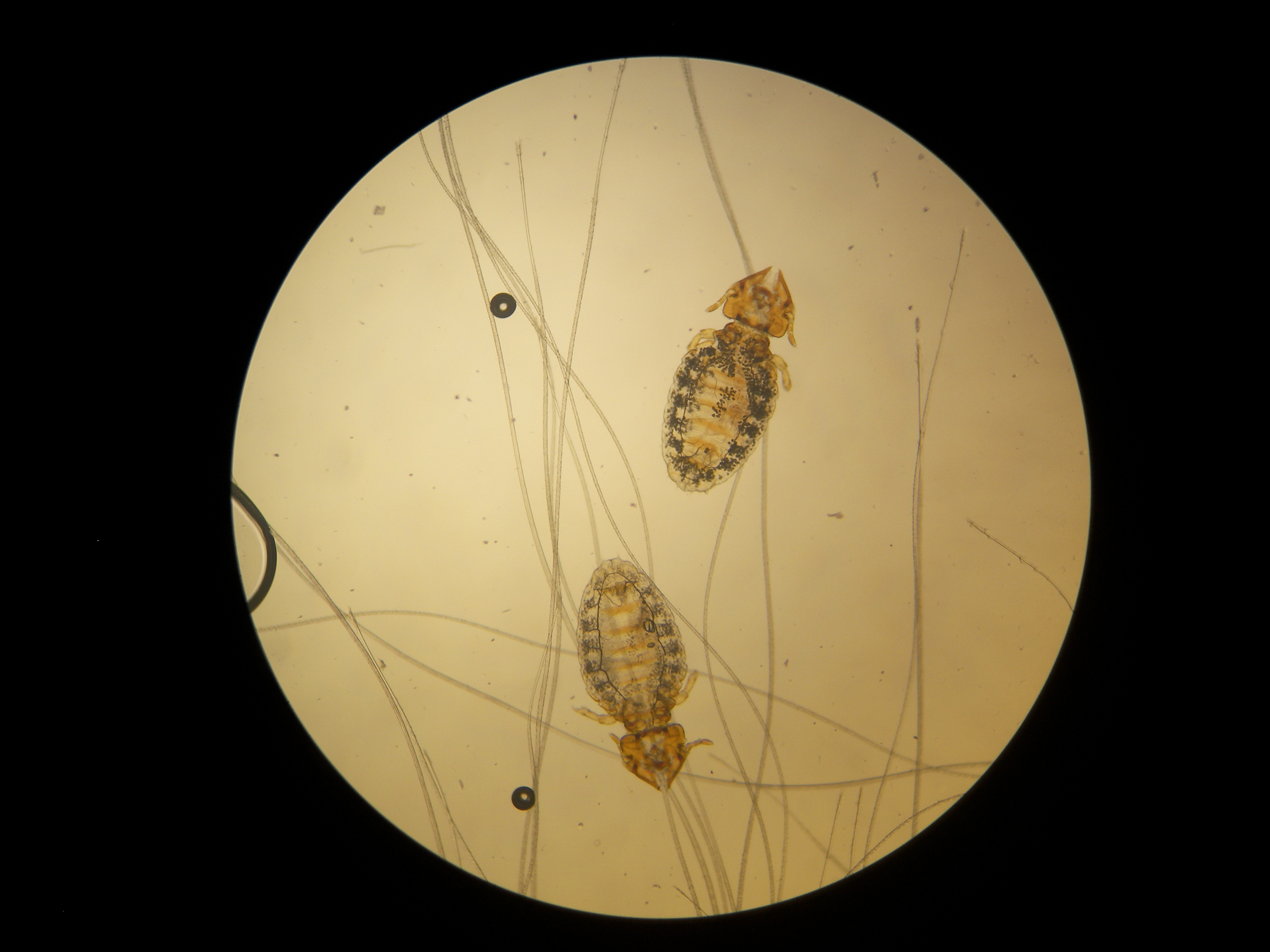
Zwei Exemplare von Felicola subrostratus, betrachtet mit 100-facher Vergrößerung

Kieferläuse (Mallophaga, eingedeutscht: Mallophagen) sind eine Gruppe der Insekten. Es handelt sich um flügellose Insekten, die systematisch in die Ordnung der Tierläuse (Phthiraptera) eingestuft werden.
Die kleinen, flügellosen Tiere mit abgeflachten Körper leben als Ektoparasiten auf Vögeln (hier auch als „Federlinge“ bezeichnet) und Säugetieren. Die meisten Arten ernähren sich von Fragmenten von Federn, Haaren und anderen Teilen der Epidermis. Manche Arten fressen auch Drüsensekret, indem sie in Haarfollikel einstechen. Wiederum andere saugen auch Blut aus Wunden ihrer Wirte. Die Mundwerkzeuge der Läuse sind kauend. Die Wirte versuchen die Parasiten durch Staubbäder oder Ameisen loszuwerden. Es ist nicht bekannt, dass die Läuse auch den Menschen befallen.

## Systematik
Die Kieferläuse werden in zwei Unterordnungen untergliedert.
| Unterordnung Amblycera (Haftfußmallophagen) | Unterordnung Amblycera (Haftfußmallophagen) | Unterordnung Amblycera (Haftfußmallophagen) |
| Familie                                     | Gattung                                     | Wirt                                        |
| ------------------------------------------- | ------------------------------------------- | ------------------------------------------- |
| Somaphantidae                               | Bonomiella                                  | Tauben                                      |
| Menoponidae                                 | Menopon                                     | Haushuhn („Schaftlaus“, Menopon gallinae)   |
|                                             | Eomenacanthus                               | Hühnervögel                                 |
|                                             | Menacanthus                                 | Haushuhn                                    |
|                                             | Hohorstiella                                | Taubenvögel                                 |
|                                             | Uchida                                      | Haushuhn                                    |
| Trinotonidae                                | Trinoton                                    | Hausgans                                    |
| Colpocephalidae                             | Neocolpocephalum                            | Tauben, Greifvögel                          |
| Gyropidae                                   | Gyropus                                     | Meerschweinchen                             |
| Gliricolidae                                | Trimenopon                                  |                                             |
|                                             | Gliricola                                   | Meerschweinchen                             |

| Unterordnung Ischnocera (Kletterfußmallophagen) | Unterordnung Ischnocera (Kletterfußmallophagen) | Unterordnung Ischnocera (Kletterfußmallophagen)               |
| Familie                                         | Gattung                                         | Wirt                                                          |
| ----------------------------------------------- | ----------------------------------------------- | ------------------------------------------------------------- |
| Gonioidae                                       | Oulocrepis                                      | Haushuhn                                                      |
|                                                 | Goniocotes                                      | Hühnervögel                                                   |
|                                                 | Campanulotes                                    | Taubenvögel                                                   |
|                                                 | Chelopistes                                     | Truthuhn                                                      |
|                                                 | Stenocrotaphus                                  | Perlhuhn                                                      |
|                                                 | Coloceras                                       | Taubenvögel                                                   |
| Lipeuridae                                      | Lipeurus                                        | Haushuhn                                                      |
|                                                 | Cuclotogaster                                   | Haushuhn                                                      |
| Esthiopteridae                                  | Anatoecus                                       | Entenvögel                                                    |
|                                                 | Columbicola                                     | Taubenvögel                                                   |
|                                                 | Anaticola                                       | Entenvögel                                                    |
| Trichodectidae                                  | Trichodectes                                    | Hunde                                                         |
|                                                 | Felicola                                        | Hauskatze                                                     |
| Bovicolidae                                     | Bovicola                                        | Hausrind (B. bovis) Hausziege (B. caprae) Hausschaf (B. ovis) |
|                                                 | Holakartikos                                    | Ziege                                                         |
|                                                 | Werneckiella                                    | Pferde                                                        |

## Belege